# Les dues Maries

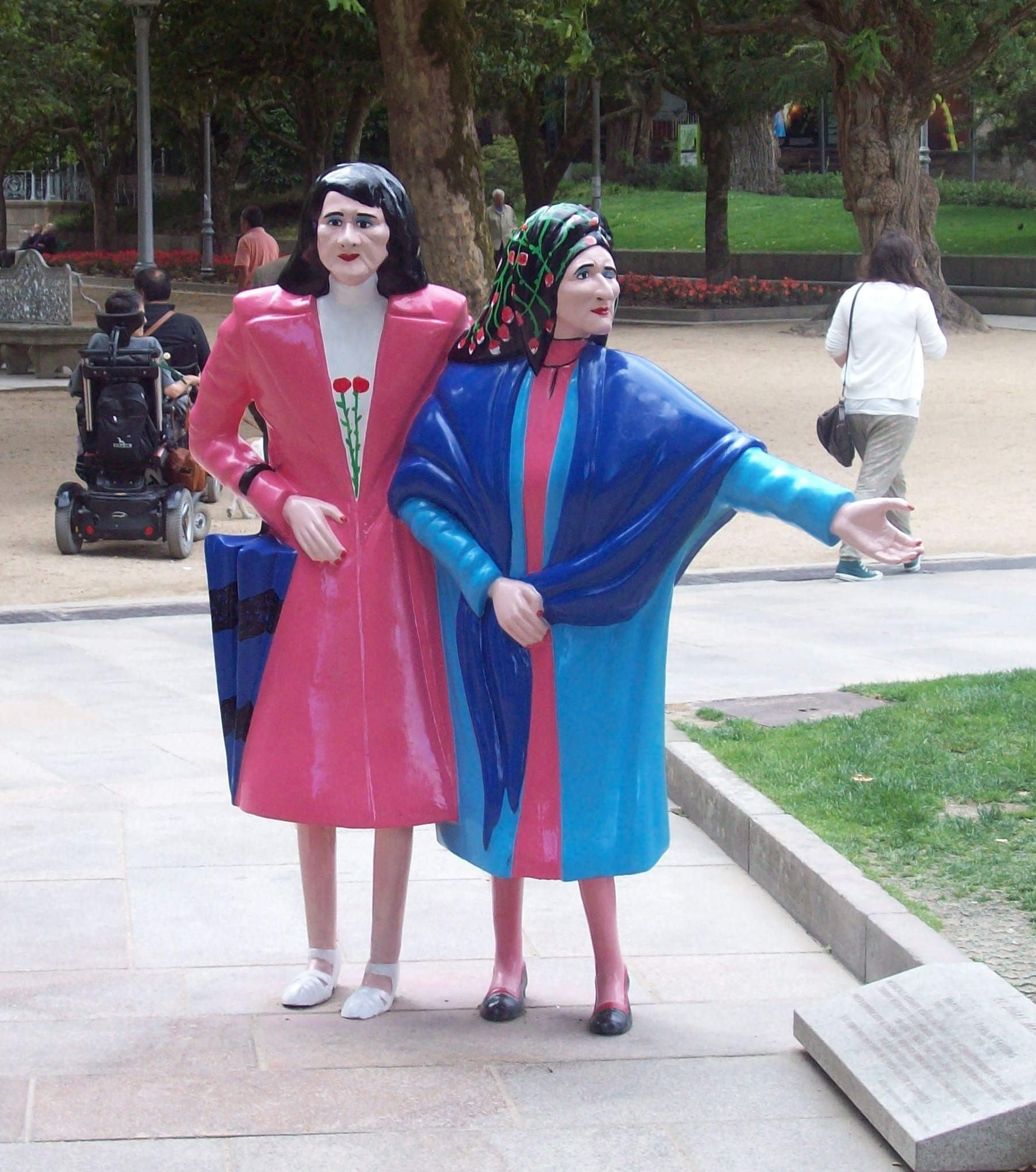
Escultura de les germanes Fandiño Ricard a l'Alameda de Santiago de Compostel·la

Maria "Maruxa" Fandiño Ricart (Santiago de Compostel·la, 4 de gener de 1898 - 13 de maig de 1980) i Coralia Fandiño Ricart (Santiago de Compostel·la, 24 d'agost de 1914 - La Corunya, 30 de gener de 1983) van ser una parella de germanes conegudes a la ciutat de Santiago de Compostel·la com As Marías (Les Maries), As dúas Marías (Les dues Maries) o As dúas en punto (les dues en punt). Des del 1994 estan representades en una escultura situada al passeig de l'Alameda.
Les dues germanes eren uns personatges populars de la ciutat pel fet de dur a terme els seus passeigs quotidians pel casc antic durant les dècades de 1950 i fins a finals del 1970, vestides i maquillades d'una forma estrafalària. Aquests itineraris els feien sempre a les dues en punt de la tada (d'allà un dels seus sobrenoms) i eren tot un esdeveniment pel contrast que suposaven amb l'ambient de repressió de la dictadura franquista.